# Fimbristylis insignis
Fimbristylis insignis är en halvgräsart som beskrevs av George Henry Kendrick Thwaites. Fimbristylis insignis ingår i släktet Fimbristylis och familjen halvgräs. Inga underarter finns listade i Catalogue of Life.